# دي في دي ستايلر
دي في دي ستايلر (بالإنجليزية: DVDStyler)‏ هو عبارة عن أداة تحرير دي في دي متعددة المنصات، لها إصدارات لأنظمة ويندوز، ماكنتوش، ولينكس باستخدام وكس ويدجيتز. يمكنك هذا البرنامج من إنشاء أفلام الدي في دي وإضافة أزرار والمشاهدة.

يعتبر هذا البرنامج حر ويندرج تحت رخصة جنو العمومية.